# کورتینو
کورتینو (به ایتالیایی: Cortino) یک منطقهٔ مسکونی در ایتالیا است که در استان تیرامو واقع شده‌است.

## خصوصیات
کورتینو ۶۲ کیلومترمربع مساحت و ۷۳۱ نفر جمعیت دارد و ۸۹۲ متر بالاتر از سطح دریا واقع شده‌است.